# Jacques Tardi
Jacques Tardi (* 30. srpna 1946 Valence) je francouzský autor komiksových knih. Podepisuje se zpravidla pouze jako Tardi.
Je absolventem pařížské École nationale supérieure des arts décoratifs. V roce 1969 začal spolupracovat s časopisem Pilote. Jeho tvorba se inspiruje obdobím Belle Époque a událostmi obou světových válek. Spolu s Michelem Boujutem napsal rozhlasovou hru Le Perroquet des Batignolles. Adaptoval do komiksové podoby knihy Jeana Vautrina, Léa Maleta a Jeana-Clauda Foresta. Ilustroval Cestu do hlubin noci Louise-Ferdinanda Célineho a romány Julese Verna. Vytvářel také filmové plakáty a přispíval do časopisu Charlie Hebdo. Jeho knihy byly přeloženy do mnoha jazyků včetně češtiny.
V roce 1977 získal Cenu černého humoru, v roce 1985 Velkou cenu na Komiksovém festivalu v Angoulême a v roce 2011 Eisnerovu cenu. V roce 2013 odmítl převzít Řád čestné legie se zdůvodněním, že chce zůstat nezávislý na politických institucích. V roce 2015 podepsal Výzvu 58, odmítající vládní opatření omezující svobodu shromažďování, která byla přijata po vlně teroristických útoků. Hlásí se k anarchismu.
Jeho manželkou je zpěvačka a herečka Dominique Grangeová. Mají čtyři děti.

## Tvorba (výběr)
- Adieu Brindavoine
- Le Démon des glaces
- La Véritable Histoire du soldat inconnu
- Griffu
- Mouh Mouh
- Le Trou d'obus
- C'était la guerre des tranchées (česky To byla zákopová válka, Argo, 2022)
- Les Aventures extraordinaires d'Adèle Blanc-Sec (česky Neobyčejná dobrodružství Adély Blanc-Sec)
  - Adèle et la bète
  - Le démon de la Tour Eiffel
  - Le savant fou
  - Momies en folie
  - Le secret de la salamandre
  - Le noyé à deux têtes
  - Tous de monstres
  - Le mystère des profondeurs
- Rue des Rebuts
- Putain de Guerre!
- Moi, René Tardi, Prisonnier de guerre au Stalag II B (tři díly)
- Tueur de cafards
- Le cri du peuple (podle románu Didier Daeninckx-e)
  - Les canons du 18 mars
  - L'espoir assassiné
  - Les heures sanglantes
  - Le testament des ruines
- Nestor Burma (detektivní série podle románů Léo Maleta)
  - Brouillard au pont de Tolbiac (česky Mlha na mostě Tolbiac)
  - 120, Rue de la Gare
  - Casse–pipe à la Nation
  - M'as tu vu en cadavre ?
- La Position du tireur couché
- Ô dingos, ô châteaux!